# کاهاتاگاها
کاهاتاگاها (به لاتین: Kahatagaha) یک منطقهٔ مسکونی در سری‌لانکا است که در استان مرکزی (سری‌لانکا) واقع شده‌است.